# Christopher Michael Maltby
Christopher Michael Maltby (India, 13 gennaio 1891 – Taunton, 6 settembre 1980) è stato un generale britannico.

## Biografia
Era il comandante militare inglese responsabile militare della colonia britannica di Hong Kong nel dicembre 1941, quando i giapponesi la attaccarono. La guarnigione era composta da 11.300 soldati canadesi, indù e scozzesi. Dopo la sorpresa giapponese a Pearl Harbor e l'inizio del conflitto, Maltby fece ritirare le forze militari e la popolazione dalla terraferma sull'isola di Hong Kong.
Il 13 dicembre 1941 il tenente colonnello giapponese Tokuchi Tada propose la resa al governatore Mark Aitchison Young, ma questi la respinse. Il 18 dicembre i giapponesi iniziarono il loro attacco e Maltby diresse la difesa accanitamente, sperando nell'aiuto della Settima Armata cinese promesso da Chiang Kai-shek. Il 19 dicembre, mentre i giapponesi avevano ormai conquistato metà del territorio di Hong Kong, i cinesi fecero sapere che sarebbero intervenuti non prima del 1º gennaio. La resistenza durò fino al 25 dicembre, quando, riparati sull'isola di Victoria, Maltby e Young dovettero arrendersi essendo rimasti senza acqua, senza energia elettrica e senza cibo. Maltby rimase prigioniero di guerra dal 1941 al 1945.